# Spišské Tomášovce
Spišské Tomášovce este o comună slovacă, aflată în districtul Spišská Nová Ves din regiunea Košice. Localitatea se află la altitudinea de 519 m deasupra n.m., se întinde pe o suprafață de 13,62 km2 și în 2017 număra 2.025 de locuitori.

## Istoric
Localitatea Spišské Tomášovce este atestată documentar din 1229.

## Demografie
| An:                | 1994 | 2004    | 2014 | 2024    |
| ------------------ | ---- | ------- | ---- | ------- |
| Număr de persoane: | 1316 | 1580    | 1896 | 2241    |
| Diferență:         |      | +20,06% | +20% | +18,19% |

| An:                | 2023 | 2024   |
| ------------------ | ---- | ------ |
| Număr de persoane: | 2208 | 2241   |
| Diferență:         |      | +1,49% |